# Sławęcin (województwo wielkopolskie)
Sławęcin – wieś w Polsce położona w województwie wielkopolskim, w powiecie konińskim, w gminie Ślesin.
15 kwietnia 1864 roku pod Sławęcinem miała miejsce potyczka drobnego oddziału powstańczego ze zwiadem rosyjskim.
W latach 1975–1998 miejscowość należała administracyjnie do województwa konińskiego.